# Jean-Daniel Lorieux
 (février 2025).
Pour les autres membres de la famille, voir Famille Lorieux.

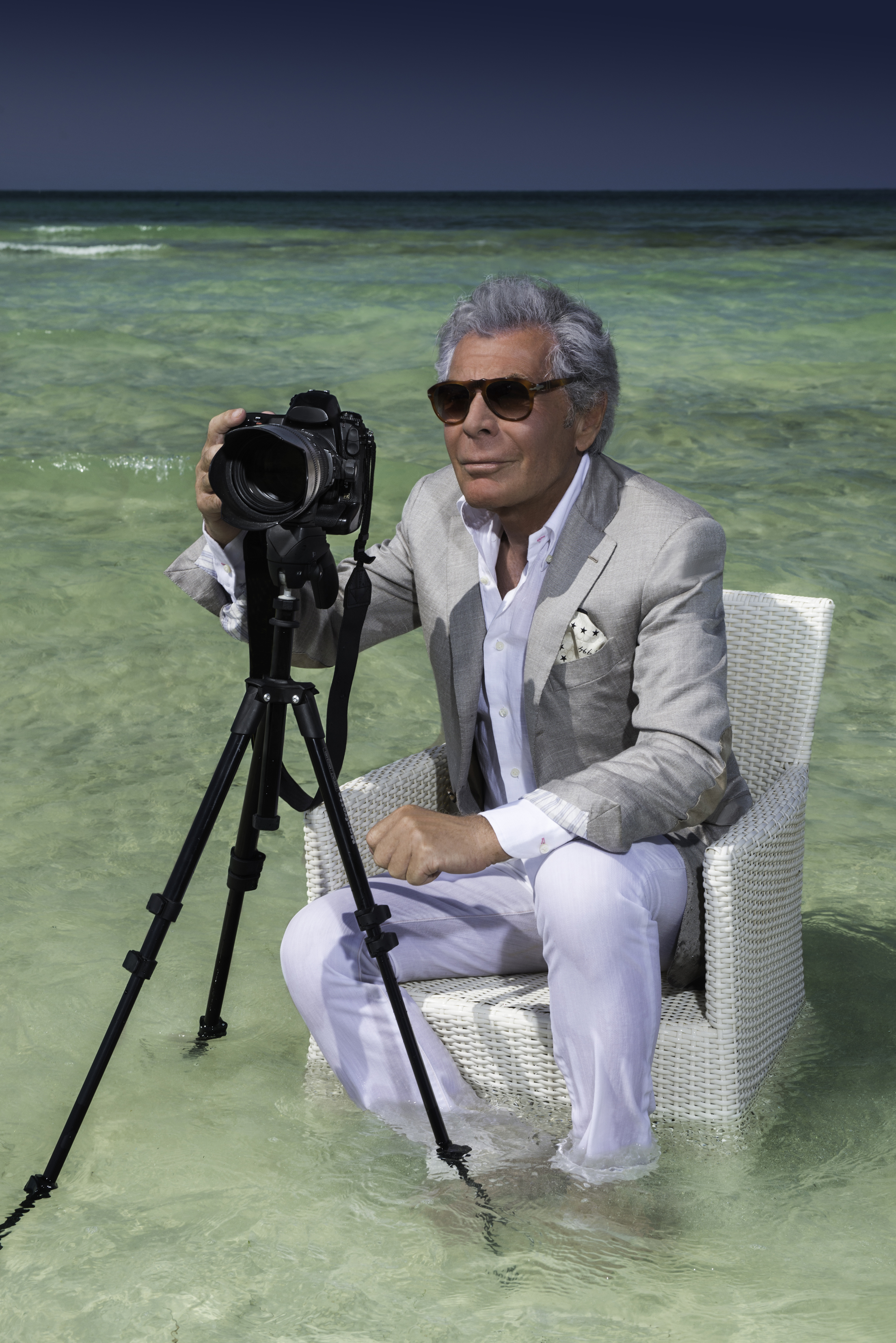
Jean-Daniel Lorieux à Djerba en 2013

Jean-Daniel Lorieux, né le 21 janvier 1937 dans le 16e arrondissement de Paris, est un photographe de mode français de renommée mondiale. 
Il est connu pour ses clichés solaires, fashion, flamboyants et pour ses mises en scène hors du commun. Ses photos ont fait de nombreuses fois la première de couverture de Vogue, Madame Figaro, L’Officiel ou encore Harper’s Bazaar. Il a également collaboré avec de nombreuses marques de luxe comme Dior, Givenchy, Lanvin, Paco Rabanne, Céline, Pierre Cardin, Chopard, Cartier et bien d’autres. Il a notamment photographié de nombreuses personnalités telles que Jacques Chirac, Nelson Mandela, Frank Sinatra, Claudia Schiffer, Brooke Shields, Sharon Stone, Isabelle Adjani, Carla Bruni, Stéphanie Seymour, Mohammed V, Karen Mulder, Stéphanie de Monaco, Milla Jovovich, James Brown, Laetitia Casta et plus encore.

## Biographie

### Enfance et scolarité
Jean-Daniel Lorieux est l’un des plus célèbres photographes français de sa génération et a un parcours plutôt atypique. D'une famille d'ingénieurs et de grands industriels ferroviaires, Jean-Daniel Lorieux est l'arrière-petit-fils de Théodore-Marie Lorieux, vice-président du Conseil général des ponts et chaussées, et de Jules Goüin, fils du fondateur de la Société de construction des Batignolles. 
Jean-Daniel Lorieux est formé chez les Jésuites à l'Institut catholique d'arts et métiers (Icam) puis se rend au Cours d’art dramatique René Simon (Cours Simon). Il veut alors devenir cinéaste mais sa convocation à la guerre d’Algérie le fait changer de trajectoire. Il y fait son service militaire comme photographe pendant plus de 2 ans. Il est témoin de faits choquants et les immortalise pour l’armée. C’est après avoir vécu cette période de l’histoire qu’il veut voir la vie de la plus belle des façons.

### Carrière de photographe
Cette section est promotionnelle ou publicitaire (février 2025). Considérez son contenu avec précaution et/ou discutez-en.
Il entre au Studio Harcourt en 1964, puis devient photographe indépendant par la suite.  Il collabore pendant plus de vingt ans avec les plus beaux magazines de mode tel que Vogue, L’Officiel, Harper's Bazaar et s’inscrit dans la lignée d’artistes tels que Helmut Newton ou Guy Bourdin.
C’est Pierre Cardin qui lui passe sa première commande parisienne. Au Maroc, il remplace Helmut Newton pour une campagne Vogue USA. Sa carrière est alors lancée. Si Bourdin, Newton, Sieff, ou Bailey travaillent en studio et en noir et blanc, Jean-Daniel choisit, contre toutes tendances, les plus beaux extérieurs de la planète, la lumière et le soleil des îles des mers du sud. Il apprivoise icônes, nymphes et naïades sur les plages dorées des Bahamas, des Seychelles ou des Maldives…

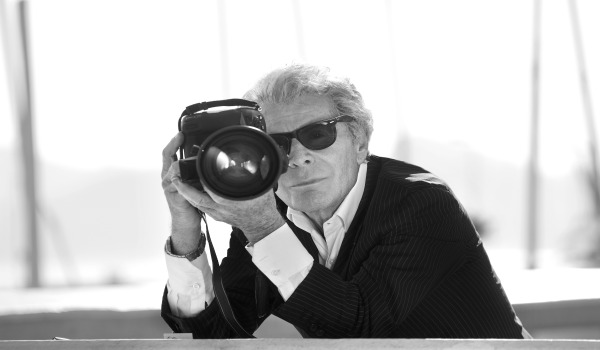
Jean-Daniel Lorieux

Il parcourt le monde à la poursuite du soleil, commençant à marquer son style avec des photographies couleurs très contrastées, ou la mode explose sur des femmes ou des hommes toujours hors du commun, faisant ressortir un érotisme distingué. Photographe glamour et homme d’élégance, beaucoup de grands de ce monde passe devant son objectif ainsi que de nombreux top models tels que Claudia Schieffer, Karen Mulder, Isabelle Adjani, Linda Evangelista et bien d’autres. Il signe notamment les plus belles campagnes publicitaires des plus célèbres couturiers : Dior, Lanvin, Paco Rabanne, Scherrer, Ricci, Céline, Cardin…
Il a également su s’affirmer dans le Monde de l’Art comme peintre portraitiste en s’essayant à la peinture pop-art aux côtés d’Andy Warhol.
Il lance la carrière de mannequin de Cécilia Ciganer-Albéniz (future épouse de Nicolas Sarkozy), qui devient son assistante et s'installe dans l'hôtel particulier des Lorieux (rue Ampère). Jean-Daniel et Cécilia se fiancent dans la résidence secondaire des parents de Cécilia à Montchauvet, en présence de Dewi Sukarno, l'ex-première dame d'Indonésie. Le mariage est annoncé en septembre 1980 à l'abbaye de Royaumont, mais au dernier moment, les fiançailles sont rompues et la cérémonie de mariage annulée.
Ami de Bernadette et Claude Chirac, il réalise la campagne d’affiches de Jacques Chirac, alors Premier ministre, pour les élections législatives de 1988.
Aux premiers jours de l’an 2000, Jean-Daniel expose à Paris, à Monaco, au Forum Grimaldi, puis, sur sept ans, à Cannes, Houston, Dallas, Los Angeles, Beyrouth, Hong-Kong et Bruxelles. Après une exposition, début 2008, au Musée d’Art Moderne de Moscou (en), Jean-Daniel réalise en images (photos et films) avec Isabelle Adjani, le chef-d’œuvre littéraire de Makhaïl Boulgakov « Le Maître et Marguerite »,. Ce sera alors la plus grande et la plus onéreuse séance photo jamais réalisée dans le monde.

## Distinctions et décorations
- Chevalier de la Légion d'honneur (2003)[5]
- Officier de l'ordre des Arts et des Lettres (2025)[6] ; chevalier en 1997
- Médaille commémorative des opérations de sécurité et de maintien de l'ordre

Il est fait chevalier des Arts et des Lettres par Philippe Douste-Blazy en 1997, de la Légion d'honneur par Jacques Chirac en 2003 et décoré du Maintien de l'ordre pour deux ans de Guerre d'Algérie.

## Expositions
- Hôtel de Ville de Paris, Paris, France, 1991
- Palais des congrès de Paris, Paris, France, 2003
- Festival of International Fashion Photography, premier prix du Festival reçu par Jean-Daniel Lorieux, Cannes, France, 2005
- Le Maître et Marguerite, Moscow Museum of Modern Art (en), Moscou, Russie, 2007
- BOZAR, Bruxelles, Belgique, 2012 conservateur Gailord Bovrisse - Pure Fine Arts - Presse Marie-Sandrine de Montmort
- Palais des Festivals, Cannes, France, 2012
- Shangaï Photo, Shangaï, 2014
- French Institute Alliance Française (FIAF), New-York, États-Unis, 2014
- Photofairs Shanghai, Galerie Dumonteil, Shanghai, China 2015
- Fashion & Celebrity by Willy Rizzo and Jean-Daniel Lorieux, Galerie Dumonteil, Shanghai, China, 2016
- Hôtel Majestic Barrière, Festival de Cannes, Cannes, France, 2016
- Nag Gallery, Paris, France, 2019

## Publications
- Sunstroke, 2014 [7]  (ISBN 978-2-35340-196-3)
- Coconuts, avec Jean-François Leroy, Love me tender, 1982  (ISBN 2-903512-09-4)
- Écran total, avec Irène Frain, Éditions du May, 2001  (ISBN 978-2-84102-070-6)
- Portraits, avec Marc Lambron, Éditions Michel Lafon, 2004
- Confidences d’un voleur d’instants, préface par Marc Lévy, Éditions Michel Lafon, 2008  (ISBN 978-2-7499-0905-9)